# فرودگاه تری هیلز
فرودگاه تری هیلز (به انگلیسی: Three Hills Airport) یک فرودگاه همگانی است که یک باند فرود آسفالت دارد و طول باند آن ۹۱۴ متر است. این فرودگاه در کشور کانادا قرار دارد و در ارتفاع ۹۰۷ متری از سطح دریا واقع شده است.